# 李文一
李文一（1907年—1975年），中国人民解放军将领、中国人民解放军开国少将。
曾任中国人民解放军军事学院教授、副主任。1955年，授予中国人民解放军少将。